# 最優秀防御率 (MLB)
最優秀防御率（さいゆうしゅうぼうぎょりつ）は、メジャーリーグベースボールの投手タイトルの一つ。
規定投球回に達した投手のうち、防御率が最も優秀な（0に近い）選手に与えられる。
最多受賞は9度のレフティ・グローブ。次点で7度のロジャー・クレメンス。

## 20世紀以降最優秀防御率投手
| 年度 | ナショナルリーグ              | ナショナルリーグ               | ナショナルリーグ | アメリカンリーグ              | アメリカンリーグ                                 | アメリカンリーグ |
| 年度 | 選手名                        | 所属球団                       | 防御率           | 選手名                        | 所属球団                                         | 防御率           |
| ---- | ----------------------------- | ------------------------------ | ---------------- | ----------------------------- | ------------------------------------------------ | ---------------- |
| 1901 | ジェシー・タンネヒル          | ピッツバーグ・パイレーツ       | 2.18             | サイ・ヤング(2)               | ボストン・アメリカンズ                           | 1.62             |
| 1902 | ジャック・テイラー            | シカゴ・カブス                 | 1.33             | エド・シーバー                | デトロイト・タイガース                           | 1.91             |
| 1903 | サム・リーバー                | ピッツバーグ・パイレーツ       | 2.06             | アール・ムーア                | クリーブランド・ナップス                         | 1.77             |
| 1904 | ジョー・マクギニティ          | ニューヨーク・ジャイアンツ     | 1.61             | アディ・ジョス(1)             | クリーブランド・ナップス                         | 1.59             |
| 1905 | クリスティ・マシューソン(1)   | ニューヨーク・ジャイアンツ     | 1.27             | ルーブ・ワッデル(2)           | フィラデルフィア・アスレチックス                 | 1.48             |
| 1906 | モーデカイ・ブラウン          | シカゴ・カブス                 | 1.04             | ドク・ホワイト                | シカゴ・ホワイトソックス                         | 1.52             |
| 1907 | ジャック・フィースター        | シカゴ・カブス                 | 1.15             | エド・ウォルシュ(1)           | シカゴ・ホワイトソックス                         | 1.60             |
| 1908 | クリスティ・マシューソン(2)   | ニューヨーク・ジャイアンツ     | 1.43             | アディ・ジョス(2)             | クリーブランド・ナップス                         | 1.16             |
| 1909 | クリスティ・マシューソン(3)   | ニューヨーク・ジャイアンツ     | 1.14             | ハリー・クラウス              | フィラデルフィア・アスレチックス                 | 1.39             |
| 1910 | キング・コール                | フィラデルフィア・フィリーズ   | 1.60             | エド・ウォルシュ(2)           | シカゴ・ホワイトソックス                         | 1.27             |
| 1911 | クリスティ・マシューソン(4)   | ニューヨーク・ジャイアンツ     | 1.99             | ビーン・グレッグ              | クリーブランド・ナップス                         | 1.81             |
| 1912 | ジェフ・ステロウ              | ジャイアンツ                   | 1.96             | ウォルター・ジョンソン(1)     | ワシントン・セネタース                           | 1.39             |
| 1913 | クリスティ・マシューソン(5)   | ニューヨーク・ジャイアンツ     | 2.06             | ウォルター・ジョンソン(2)     | ワシントン・セネタース                           | 1.14             |
| 1914 | ビル・ドーク                  | セントルイス・カージナルス     | 1.72             | ダッチ・レナード              | ボストン・レッドソックス                         | 0.96             |
| 1915 | ピート・アレクサンダー(1)     | フィラデルフィア・フィリーズ   | 1.22             | スモーキー・ジョー・ウッド    | ボストン・レッドソックス                         | 1.49             |
| 1916 | ピート・アレクサンダー(2)     | フィラデルフィア・フィリーズ   | 1.55             | ベーブ・ルース                | ボストン・レッドソックス                         | 1.75             |
| 1917 | フレッド・アンダーソン        | フィラデルフィア・フィリーズ   | 1.83             | エディ・シーコット            | シカゴ・ホワイトソックス                         | 1.53             |
| 1918 | ヒッポ・ボーン                | シカゴ・カブス                 | 1.74             | ウォルター・ジョンソン(3)     | ワシントン・セネタース                           | 1.27             |
| 1919 | ピート・アレクサンダー(3)     | シカゴ・カブス                 | 1.72             | ウォルター・ジョンソン(4)     | ワシントン・セネタース                           | 1.49             |
| 1920 | ピート・アレクサンダー(4)     | シカゴ・カブス                 | 1.91             | ボブ・ショーキー              | ニューヨーク・ヤンキース                         | 2.45             |
| 1921 | ビル・ドーク                  | セントルイス・カージナルス     | 2.58             | レッド・フェイバー(1)         | シカゴ・ホワイトソックス                         | 2.47             |
| 1922 | フィル・ダグラス              | ニューヨーク・ジャイアンツ     | 3.00             | レッド・フェイバー(2)         | シカゴ・ホワイトソックス                         | 2.80             |
| 1923 | ドルフ・ルケ(1)               | シンシナティ・レッズ           | 1.93             | スタン・コベレスキ(1)         | クリーブランド・インディアンス                   | 2.76             |
| 1924 | ダジー・ヴァンス(1)           | ブルックリン・ロビンス         | 2.16             | ウォルター・ジョンソン(5)     | ワシントン・セネタース                           | 2.72             |
| 1925 | ドルフ・ルケ(2)               | シンシナティ・レッズ           | 2.63             | スタン・コベレスキ(2)         | クリーブランド・インディアンス                   | 2.76             |
| 1926 | レイ・クレマー(1)             | ピッツバーグ・パイレーツ       | 2.61             | レフティ・グローブ(1)         | フィラデルフィア・アスレチックス                 | 2.51             |
| 1927 | レイ・クレマー(2)             | ピッツバーグ・パイレーツ       | 2.47             | ウィルシー・ムーア            | ニューヨーク・ヤンキース                         | 2.28             |
| 1928 | ダジー・ヴァンス(2)           | ブルックリン・ロビンス         | 2.09             | ガーランド・ブラクストン      | ワシントン・セネタース                           | 2.52             |
| 1929 | ビル・ウォーカー(1)           | ニューヨーク・ジャイアンツ     | 3.08             | レフティ・グローブ(2)         | フィラデルフィア・アスレチックス                 | 2.81             |
| 1930 | ダジー・ヴァンス(3)           | ブルックリン・ロビンス         | 2.61             | レフティ・グローブ(3)         | フィラデルフィア・アスレチックス                 | 2.54             |
| 1931 | ビル・ウォーカー(2)           | ニューヨーク・ジャイアンツ     | 2.26             | レフティ・グローブ(4)         | フィラデルフィア・アスレチックス                 | 2.06             |
| 1932 | ロン・ワーネギー              | シカゴ・カブス                 | 2.37             | レフティ・グローブ(5)         | フィラデルフィア・アスレチックス                 | 2.84             |
| 1933 | カール・ハッベル(1)           | ニューヨーク・ジャイアンツ     | 1.66             | メル・ハーダー                | クリーブランド・インディアンス                   | 2.95             |
| 1934 | カール・ハッベル(2)           | ニューヨーク・ジャイアンツ     | 2.30             | レフティ・ゴメス(1)           | ニューヨーク・ヤンキース                         | 2.33             |
| 1935 | サイ・ブライトン              | ピッツバーグ・パイレーツ       | 2.59             | レフティ・グローブ(6)         | ボストン・レッドソックス                         | 2.70             |
| 1936 | カール・ハッベル(3)           | ニューヨーク・ジャイアンツ     | 2.31             | レフティ・グローブ(7)         | ボストン・レッドソックス                         | 2.81             |
| 1937 | ジム・ターナー                | ボストン・ビーズ               | 2.38             | レフティ・ゴメス(2)           | ニューヨーク・ヤンキース                         | 2.33             |
| 1938 | ビル・リー                    | シカゴ・カブス                 | 2.66             | レフティ・グローブ(8)         | ボストン・レッドソックス                         | 3.07             |
| 1939 | バッキー・ウォルターズ(1)     | シンシナティ・レッズ           | 2.29             | レフティ・グローブ(9)         | ボストン・レッドソックス                         | 2.54             |
| 1940 | バッキー・ウォルターズ(2)     | シンシナティ・レッズ           | 2.48             | ボブ・フェラー                | クリーブランド・インディアンス                   | 2.62             |
| 1941 | エルマー・リドル              | シンシナティ・レッズ           | 2.24             | ソートン・リー                | シカゴ・ホワイトソックス                         | 2.37             |
| 1942 | モート・クーパー              | セントルイス・カージナルス     | 1.77             | テッド・ライオンズ            | シカゴ・ホワイトソックス                         | 2.10             |
| 1943 | マックス・ラニアー            | セントルイス・カージナルス     | 1.75             | スパッド・チャンドラー        | ニューヨーク・ヤンキース                         | 1.64             |
| 1944 | エド・ハウザー                | シンシナティ・レッズ           | 2.38             | ディジー・トラウト            | デトロイト・タイガース                           | 2.12             |
| 1945 | レイ・プリム                  | シカゴ・カブス                 | 2.14             | ハル・ニューハウザー(1)       | デトロイト・タイガース                           | 1.81             |
| 1946 | ハウィー・ポレット            | セントルイス・カージナルス     | 2.10             | ハル・ニューハウザー(2)       | デトロイト・タイガース                           | 1.94             |
| 1947 | ウォーレン・スパーン(1)       | ボストン・ブレーブス           | 2.33             | ジョー・ヘインズ              | ニューヨーク・ヤンキース                         | 2.42             |
| 1948 | ハリー・ブリチーン            | セントルイス・カージナルス     | 2.24             | ギーン・ベアーデン            | クリーブランド・インディアンス                   | 2.43             |
| 1949 | デーブ・コスロ                | ニューヨーク・ジャイアンツ     | 2.50             | マイク・ガルシア(1)           | クリーブランド・インディアンス                   | 2.36             |
| 1950 | サル・マグリー                | ニューヨーク・ジャイアンツ     | 2.49             | アーリー・ウィン              | クリーブランド・インディアンス                   | 3.20             |
| 1951 | チェット・ニコルズ・ジュニア  | ボストン・ブレーブス           | 2.88             | サウル・ロゴビン              | デトロイト・タイガース →シカゴ・ホワイトソックス | 2.78             |
| 1952 | ホイト・ウィルヘルム(1)       | ニューヨーク・ジャイアンツ     | 2.43             | アリー・レイノルズ            | ニューヨーク・ヤンキース                         | 2.06             |
| 1953 | ウォーレン・スパーン(2)       | ミルウォーキー・ブレーブス     | 2.10             | エド・ロパット                | ニューヨーク・ヤンキース                         | 2.42             |
| 1954 | ジョニー・アントネリ          | ニューヨーク・ジャイアンツ     | 2.30             | マイク・ガルシア(2)           | クリーブランド・インディアンス                   | 2.64             |
| 1955 | ボブ・フレンド                | ピッツバーグ・パイレーツ       | 2.84             | ビリー・ピアース              | シカゴ・ホワイトソックス                         | 1.97             |
| 1956 | ルー・バーデット              | ミルウォーキー・ブレーブス     | 2.71             | ホワイティー・フォード(1)     | ニューヨーク・ヤンキース                         | 2.47             |
| 1957 | ジョニー・ポドレス            | ブルックリン・ドジャース       | 2.66             | ボビー・シャンツ              | ニューヨーク・ヤンキース                         | 2.45             |
| 1958 | ステュ・ミラー                | サンフランシスコ・ジャイアンツ | 2.47             | ホワイティー・フォード(2)     | ニューヨーク・ヤンキース                         | 2.01             |
| 1959 | サム・ジョーンズ              | サンフランシスコ・ジャイアンツ | 2.82             | ホイト・ウィルヘルム(2)       | ボルチモア・オリオールズ                         | 2.19             |
| 1960 | マイク・マコーミック          | サンフランシスコ・ジャイアンツ | 2.70             | フランク・バウマン            | シカゴ・ホワイトソックス                         | 2.68             |
| 1961 | ウォーレン・スパーン(3)       | ミルウォーキー・ブレーブス     | 3.01             | ディック・ドノバン            | ワシントン・セネタース                           | 2.40             |
| 1962 | サンディー・コーファックス(1) | ロサンゼルス・ドジャース       | 2.54             | ハンク・アギーレ              | デトロイト・タイガース                           | 2.21             |
| 1963 | サンディー・コーファックス(2) | ロサンゼルス・ドジャース       | 1.88             | ゲイリー・ピーターズ(1)       | シカゴ・ホワイトソックス                         | 2.33             |
| 1964 | サンディー・コーファックス(3) | ロサンゼルス・ドジャース       | 1.74             | ディーン・チャンス            | ロサンゼルス・エンゼルス                         | 1.65             |
| 1965 | サンディー・コーファックス(4) | ロサンゼルス・ドジャース       | 2.04             | サム・マクダウェル            | クリーブランド・インディアンス                   | 2.18             |
| 1966 | サンディー・コーファックス(5) | ロサンゼルス・ドジャース       | 1.73             | ゲイリー・ピーターズ(2)       | シカゴ・ホワイトソックス                         | 1.98             |
| 1967 | フィル・ニークロ              | アトランタ・ブレーブス         | 1.87             | ジョー・ホーレン              | シカゴ・ホワイトソックス                         | 2.06             |
| 1968 | ボブ・ギブソン                | セントルイス・カージナルス     | 1.12             | ルイス・ティアント(1)         | クリーブランド・インディアンス                   | 1.60             |
| 1969 | フアン・マリシャル            | サンフランシスコ・ジャイアンツ | 2.10             | ディック・ボスマン            | ワシントン・セネタース                           | 2.19             |
| 1970 | トム・シーバー(1)             | ニューヨーク・メッツ           | 2.81             | ディエゴ・セギー              | オークランド・アスレチックス                     | 2.56             |
| 1971 | トム・シーバー(2)             | ニューヨーク・メッツ           | 1.76             | ヴァイダ・ブルー              | オークランド・アスレチックス                     | 1.82             |
| 1972 | スティーブ・カールトン        | フィラデルフィア・フィリーズ   | 1.98             | ルイス・ティアント(2)         | ボストン・レッドソックス                         | 1.91             |
| 1973 | トム・シーバー(3)             | ニューヨーク・メッツ           | 2.08             | ジム・パーマー(1)             | ボルチモア・オリオールズ                         | 2.40             |
| 1974 | バズ・キャプラ                | アトランタ・ブレーブス         | 2.28             | キャットフィッシュ・ハンター  | オークランド・アスレチックス                     | 2.49             |
| 1975 | ランディ・ジョーンズ          | サンディエゴ・パドレス         | 2.24             | ジム・パーマー(2)             | ボルチモア・オリオールズ                         | 2.09             |
| 1976 | ジョン・デニー                | セントルイス・カージナルス     | 2.52             | マーク・フィドリッチ          | デトロイト・タイガース                           | 2.34             |
| 1977 | ジョン・キャンデラリア        | ピッツバーグ・パイレーツ       | 2.34             | フランク・タナナ              | カリフォルニア・エンゼルス                       | 2.54             |
| 1978 | クレイグ・スワン              | ニューヨーク・メッツ           | 2.43             | ロン・ギドリー(1)             | ニューヨーク・ヤンキース                         | 1.74             |
| 1979 | J・R・リチャード              | ヒューストン・アストロズ       | 2.71             | ロン・ギドリー(2)             | ニューヨーク・ヤンキース                         | 2.78             |
| 1980 | ドン・サットン                | ロサンゼルス・ドジャース       | 2.21             | ルディ・メイ                  | ニューヨーク・ヤンキース                         | 2.47             |
| 1981 | ノーラン・ライアン(1)         | ヒューストン・アストロズ       | 1.69             | サミー・スチュワート          | ボルチモア・オリオールズ                         | 2.32             |
| 1982 | スティーブ・ロジャース        | モントリオール・エクスポズ     | 2.40             | リック・サトクリフ            | クリーブランド・インディアンス                   | 2.96             |
| 1983 | アトリー・ハマカー            | サンフランシスコ・ジャイアンツ | 2.25             | リック・ハニカット            | テキサス・レンジャーズ                           | 2.42             |
| 1984 | アレハンドロ・ペーニャ        | ロサンゼルス・ドジャース       | 2.48             | マイク・ボディッカー          | ボルチモア・オリオールズ                         | 2.79             |
| 1985 | ドワイト・グッデン            | ニューヨーク・メッツ           | 1.53             | デーブ・スティーブ            | トロント・ブルージェイズ                         | 2.76             |
| 1986 | マイク・スコット              | ヒューストン・アストロズ       | 2.22             | ロジャー・クレメンス(1)       | ボストン・レッドソックス                         | 2.48             |
| 1987 | ノーラン・ライアン(2)         | ヒューストン・アストロズ       | 2.76             | ジミー・キー                  | トロント・ブルージェイズ                         | 2.76             |
| 1988 | ジョー・マグレーン            | セントルイス・カージナルス     | 2.18             | アラン・アンダーソン          | ミネソタ・ツインズ                               | 2.45             |
| 1989 | スコット・ギャレルツ          | サンフランシスコ・ジャイアンツ | 2.28             | ブレット・セイバーヘイゲン    | カンザスシティ・ロイヤルズ                       | 2.16             |
| 1990 | ダニー・ダーウィン            | ヒューストン・アストロズ       | 2.21             | ロジャー・クレメンス(2)       | ボストン・レッドソックス                         | 1.93             |
| 1991 | デニス・マルティネス          | モントリオール・エクスポズ     | 2.39             | ロジャー・クレメンス(3)       | ボストン・レッドソックス                         | 2.62             |
| 1992 | ビル・スウィフト              | ジャイアンツ                   | 2.08             | ロジャー・クレメンス(4)       | ボストン・レッドソックス                         | 2.41             |
| 1993 | グレッグ・マダックス(1)       | アトランタ・ブレーブス         | 2.36             | ケビン・エイピアー            | カンザスシティ・ロイヤルズ                       | 2.56             |
| 1994 | グレッグ・マダックス(2)       | アトランタ・ブレーブス         | 1.56             | スティーブ・オンティベロス    | オークランド・アスレチックス                     | 2.48             |
| 1995 | グレッグ・マダックス(3)       | アトランタ・ブレーブス         | 1.63             | ランディ・ジョンソン(1)       | シアトル・マリナーズ                             | 2.48             |
| 1996 | ケビン・ブラウン(1)           | フロリダ・マーリンズ           | 1.89             | フアン・グーズマン            | トロント・ブルージェイズ                         | 2.93             |
| 1997 | ペドロ・マルティネス(1)       | モントリオール・エクスポズ     | 1.90             | ロジャー・クレメンス(5)       | トロント・ブルージェイズ                         | 2.05             |
| 1998 | グレッグ・マダックス(4)       | アトランタ・ブレーブス         | 2.22             | ロジャー・クレメンス(6)       | トロント・ブルージェイズ                         | 2.65             |
| 1999 | ランディ・ジョンソン(2)       | アリゾナ・ダイヤモンドバックス | 2.48             | ペドロ・マルティネス(2)       | ボストン・レッドソックス                         | 2.07             |
| 2000 | ケビン・ブラウン(2)           | ロサンゼルス・ドジャース       | 2.58             | ペドロ・マルティネス(3)       | ボストン・レッドソックス                         | 1.74             |
| 2001 | ランディ・ジョンソン(3)       | アリゾナ・ダイヤモンドバックス | 2.49             | フレディ・ガルシア            | シアトル・マリナーズ                             | 3.05             |
| 2002 | ランディ・ジョンソン(4)       | アリゾナ・ダイヤモンドバックス | 2.32             | ペドロ・マルティネス(4)       | ボストン・レッドソックス                         | 2.26             |
| 2003 | ジェイソン・シュミット        | サンフランシスコ・ジャイアンツ | 2.34             | ペドロ・マルティネス(5)       | ボストン・レッドソックス                         | 2.22             |
| 2004 | ジェイク・ピービー(1)         | サンディエゴ・パドレス         | 2.27             | ヨハン・サンタナ(1)           | ミネソタ・ツインズ                               | 2.61             |
| 2005 | ロジャー・クレメンス(7)       | ヒューストン・アストロズ       | 1.87             | ケビン・ミルウッド            | クリーブランド・インディアンス                   | 2.86             |
| 2006 | ロイ・オズワルト              | ヒューストン・アストロズ       | 2.98             | ヨハン・サンタナ(2)           | ミネソタ・ツインズ                               | 2.77             |
| 2007 | ジェイク・ピービー(2)         | サンディエゴ・パドレス         | 2.54             | ジョン・ラッキー              | ロサンゼルス・エンゼルス・オブ・アナハイム       | 3.01             |
| 2008 | ヨハン・サンタナ(3)           | ニューヨーク・メッツ           | 2.53             | クリフ・リー                  | クリーブランド・インディアンス                   | 2.54             |
| 2009 | クリス・カーペンター          | セントルイス・カージナルス     | 2.24             | ザック・グレインキー(1)       | カンザスシティ・ロイヤルズ                       | 2.16             |
| 2010 | ジョシュ・ジョンソン          | マーリンズ                     | 2.30             | フェリックス・ヘルナンデス(1) | シアトル・マリナーズ                             | 2.27             |
| 2011 | クレイトン・カーショウ(1)     | ロサンゼルス・ドジャース       | 2.28             | ジャスティン・バーランダー(1) | デトロイト・タイガース                           | 2.40             |
| 2012 | クレイトン・カーショウ(2)     | ロサンゼルス・ドジャース       | 2.53             | デビッド・プライス(1)         | タンパベイ・レイズ                               | 2.56             |
| 2013 | クレイトン・カーショウ(3)     | ロサンゼルス・ドジャース       | 1.83             | アニバル・サンチェス          | デトロイト・タイガース                           | 2.57             |
| 2014 | クレイトン・カーショウ(4)     | ロサンゼルス・ドジャース       | 1.77             | フェリックス・ヘルナンデス(2) | シアトル・マリナーズ                             | 2.14             |
| 2015 | ザック・グレインキー(2)       | ロサンゼルス・ドジャース       | 1.66             | デビッド・プライス(2)         | デトロイト・タイガース →トロント・ブルージェイズ | 2.45             |
| 2016 | カイル・ヘンドリックス        | シカゴ・カブス                 | 2.13             | アーロン・サンチェス          | トロント・ブルージェイズ                         | 3.00             |
| 2017 | クレイトン・カーショウ(5)     | ロサンゼルス・ドジャース       | 2.31             | コーリー・クルーバー          | クリーブランド・インディアンス                   | 2.25             |
| 2018 | ジェイコブ・デグロム          | ニューヨーク・メッツ           | 1.70             | ブレイク・スネル(1)           | タンパベイ・レイズ                               | 1.89             |
| 2019 | 柳賢振                        | ロサンゼルス・ドジャース       | 2.32             | ゲリット・コール(1)           | ヒューストン・アストロズ                         | 2.50             |
| 2020 | トレバー・バウアー            | シンシナティ・レッズ           | 1.73             | シェーン・ビーバー            | クリーブランド・インディアンス                   | 1.63             |
| 2021 | コービン・バーンズ            | ミルウォーキー・ブルワーズ     | 2.43             | ロビー・レイ                  | トロント・ブルージェイズ                         | 2.84             |
| 2022 | フリオ・ウリアス              | ロサンゼルス・ドジャース       | 2.16             | ジャスティン・バーランダー(2) | ヒューストン・アストロズ                         | 1.75             |
| 2023 | ブレイク・スネル(2)           | サンディエゴ・パドレス         | 2.25             | ゲリット・コール(2)           | ニューヨーク・ヤンキース                         | 2.63             |
| 2024 | クリス・セール                | アトランタ・ブレーブス         | 2.43             | タリック・スクーバル          | デトロイト・タイガース                           | 2.39             |

- 太字はMLB記録

## 19世紀のナショナル・リーグ
| 年   | 選手                       | 防御率 | チーム                               |
| ---- | -------------------------- | ------ | ------------------------------------ |
| 1876 | ジョージ・ブラッドリー     | 1.23   | セントルイス・ブラウンストッキングス |
| 1877 | トミー・ボンド             | 2.11   | ボストン・レッドキャップス           |
| 1878 | モンテ・ウォード(1)        | 1.51   | プロビデンス・グレイズ               |
| 1879 | モンテ・ウォード(2)        | 1.96   | ボストン・レッドキャップス           |
| 1880 | ティム・キーフ(1)          | 0.86   | トロイ・トロージャンズ               |
| 1881 | スタンプ・ウィードマン     | 1.80   | デトロイト・ウルバリンズ             |
| 1882 | ラリー・コーコラン         | 1.95   | シカゴ・ホワイトストッキングス       |
| 1883 | ジム・マコーミック         | 1.84   | クリーブランド・ブルース             |
| 1884 | チャールズ・ラドボーン     | 1.38   | プロビデンス・グレイズ               |
| 1885 | ティム・キーフ(2)          | 1.58   | ニューヨーク・ジャイアンツ           |
| 1886 | ヘンリー・ボイル           | 1.76   | セントルイス・マルーンズ             |
| 1887 | ダン・ケイシー             | 2.86   | フィラデルフィア・フィリーズ         |
| 1888 | ティム・キーフ(3)          | 1.74   | ニューヨーク・ジャイアンツ           |
| 1889 | ジョン・クラークソン       | 2.73   | ボストン・ビーンイーターズ           |
| 1890 | ビリー・ラインズ           | 1.95   | シンシナティ・レッズ                 |
| 1891 | ジョン・ユーイング         | 2.27   | ニューヨーク・ジャイアンツ           |
| 1892 | サイ・ヤング(1)            | 1.93   | クリーブランド・スパイダーズ         |
| 1893 | テッド・ブレイテンスタイン | 3.18   | セントルイス・ブラウンズ             |
| 1894 | エイモス・ルーシー(1)      | 2.78   | ニューヨーク・ジャイアンツ           |
| 1895 | アル・マウル               | 2.45   | ワシントン・セネタース               |
| 1896 | ビリー・ラインズ           | 2.45   | シンシナティ・レッズ                 |
| 1897 | エイモス・ルーシー(2)      | 2.54   | ニューヨーク・ジャイアンツ           |
| 1898 | クラーク・グリフィス       | 1.88   | シカゴ・オーファンズ                 |
| 1899 | ビック・ウィリス           | 2.50   | ボストン・ビーンイーターズ           |
| 1900 | ルーブ・ワッデル(1)        | 2.37   | ピッツバーグ・パイレーツ             |

- 太字はMLB記録

## 他のメジャーリーグ最優秀防御率
| 年   | 選手                     | 防御率 | チーム                             | リーグ                       |
| ---- | ------------------------ | ------ | ---------------------------------- | ---------------------------- |
| 1882 | デニー・ドリスコル       | 1.21   | ピッツバーグ・アレゲニーズ         | アメリカン・アソシエーション |
| 1883 | ウィル・ホワイト         | 2.09   | シンシナティ・レッドストッキングス | アメリカン・アソシエーション |
| 1884 | ガイ・ヘッカー           | 1.80   | プロビデンス・グレイズ             | アメリカン・アソシエーション |
| 1884 | ジム・マコーミック       | 1.54   | シンシナティ・アウトロー・レッズ   | ユニオン・アソシエーション   |
| 1885 | ボブ・カラザーズ         | 2.07   | セントルイス・ブラウンズ           | アメリカン・アソシエーション |
| 1886 | デーブ・ファウツ         | 2.11   | セントルイス・ブラウンズ           | アメリカン・アソシエーション |
| 1887 | エルマー・スミス         | 2.94   | シンシナティ・レッドストッキングス | アメリカン・アソシエーション |
| 1888 | シルバー・キング         | 1.63   | セントルイス・ブラウンズ           | アメリカン・アソシエーション |
| 1889 | ジャック・スティベッツ   | 2.25   | セントルイス・ブラウンズ           | アメリカン・アソシエーション |
| 1890 | スコット・ストラットン   | 2.36   | ルイビル・カーネルズ               | アメリカン・アソシエーション |
| 1890 | シルバー・キング         | 2.69   | シカゴ・パイレーツ                 | プレイヤーズ・リーグ         |
| 1891 | エド・クレーン           | 2.45   | シンシナティ・ケリーズ・キラーズ   | アメリカン・アソシエーション |
| 1914 | クロード・ヘンドリックス | 1.69   | シカゴ・ホエールズ                 | フェデラル・リーグ           |
| 1915 | アール・モーズリー       | 1.91   | ニューアーク・ペパー               | フェデラル・リーグ           |

## ナショナル・アソシエーション最優秀防御率
| 年   | 選手                     | 防御率 | チーム                               |
| ---- | ------------------------ | ------ | ------------------------------------ |
| 1871 | ジョージ・ゼットレイン   | 2.73   | シカゴ・ホワイトストッキングス       |
| 1872 | チェロキー・フィッシャー | 1.80   | ボルチモア・カナリーズ               |
| 1873 | チェロキー・フィッシャー | 1.81   | フィラデルフィア・アスレチックス     |
| 1874 | ディック・マクブライド   | 1.64   | フィラデルフィア・アスレチックス     |
| 1875 | パッド・ガルヴィン       | 1.16   | セントルイス・ブラウンストッキングス |

## メジャー記録
- 最低記録
  - （19世紀近代野球以前） 1880年 ティム・キーフ 0.86
  - （20世紀近代野球以降） 1914年 ダッチ・レナード 0.96
  - （1920年ライブボール時代以降） 1968年 ボブ・ギブソン 1.12
    - 1968年 ルイス・ティアント 1.60（ライブボール時代以降のアメリカンリーグ最低記録）

- 最高記録
  - 1950年 アーリー・ウィン 3.20
    - 1893年 テッド・ブレイテンスタイン 3.18（ナショナルリーグ最高記録）
    - 1929年 ビル・ウォーカー 3.09（20世紀以降のナショナルリーグ最高記録）

- 両リーグ最優秀防御率
  - ホイト・ウィルヘルム 1952年（ナショナルリーグ）、1959年（アメリカンリーグ）
  - ランディ・ジョンソン 1995年（アメリカンリーグ）、1999年・2001年・2002年（ナショナルリーグ）
  - ペドロ・マルティネス 1997年（ナショナルリーグ）、1999年・2000年・2002年・2003年（アメリカンリーグ）
  - ロジャー・クレメンス 1986年・1990〜1992年・1997年・1998年（アメリカンリーグ）、2005年（ナショナルリーグ）
  - ヨハン・サンタナ 2004年・2006年（アメリカンリーグ）、2008年（ナショナルリーグ）
  - ザック・グレインキー 2009年（アメリカンリーグ）、2015年（ナショナルリーグ）
  - ブレイク・スネル 2018年（アメリカンリーグ）、2023年（ナショナルリーグ）
    - その他、20世紀以降に複数球団で最優秀防御率を獲得した者にピート・アレクサンダー、レフティ・グローブ、ルイス・ティアント、デビッド・プライス、ジャスティン・バーランダー、ゲリット・コール等

### 受賞回数上位者
| 選手                       | 回数 | 年度                                                 |
| -------------------------- | ---- | ---------------------------------------------------- |
| レフティ・グローブ         | 9    | 1926, 1929, 1930, 1931, 1932, 1935, 1936, 1938, 1939 |
| ロジャー・クレメンス       | 7    | 1986, 1990, 1991, 1992, 1997, 1998, 2005             |
| クリスティ・マシューソン   | 5    | 1905, 1908, 1909, 1911, 1913                         |
| ピート・アレクサンダー     | 5    | 1915, 1916, 1917, 1919, 1920                         |
| ウォルター・ジョンソン     | 5    | 1912, 1913, 1918, 1919, 1924                         |
| サンディー・コーファックス | 5    | 1962, 1963, 1964, 1965, 1966                         |
| ペドロ・マルティネス       | 5    | 1997, 1999, 2000, 2002, 2003                         |
| クレイトン・カーショウ     | 5    | 2011, 2012, 2013, 2014, 2017                         |
| グレッグ・マダックス       | 4    | 1993, 1994, 1995, 1998                               |
| ランディ・ジョンソン       | 4    | 1995, 1999, 2001, 2002                               |